# Dubioza kolektiv

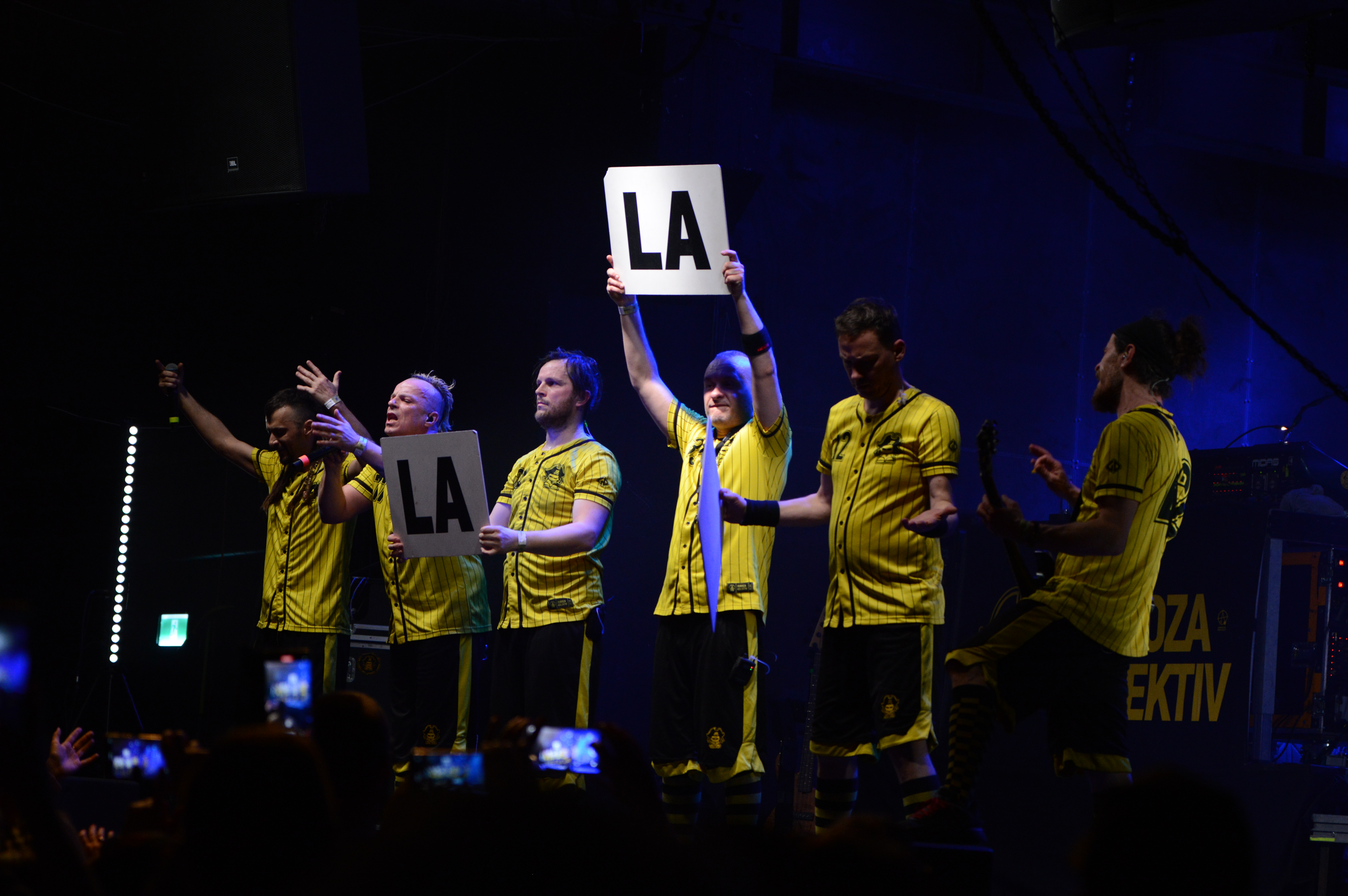
Dubioza Kolektiv, 2023

Dubioza Kolektiv es una banda bosnia cuya música consta de varios estilos que varían de reggae, dub, hip-hop, ska y rock mezclado con folklore bosnio y aderezado con letras políticas.

## Historia
Dubioza Kolektiv es una banda originaria de Bosnia y Herzegovina, fundada en 2003 por Adis Zvekić, Almir Hasanbegović (quienes fueran miembros de Gluho doba Against Def Age originarios de la ciudad de Zenica), Brano Jakubović y Vedran Mujagić (antiguos miembros de Ornamenti de Sarajevo). A la banda se unió luego el guitarrista Armin Bušatlić, el baterista Senad Šuta,  el percusionista Orhan Maslo Oha, el Ingeniero de Sonido Dragan Jakubović. En 2011 se unió el saxofonista Mario Ševarac y en 2015 también el guitarrista Jernej Šavel..
Dubioza Kolektiv se ha vuelto famosa por su innovadora mezcla de hip-hop, reggae, dub, ska, rock y el folklore bosnio. Originalmente, el concepto de la banda nace a través de la urgente necesidad de dar voz a los problemas propios de la sociedad bosnia, al tiempo que se muestra a la comunidad internacional que la vida existe en los Balcanes más allá de los estereotipos altamente difundidos por los medios de comunicación. Es por eso que, muchas de las letras de las canciones creadas por Dubioza Kolektiv son acerca de temas como la paz, la tolerancia y la comprensión, de la mano con una crítica al nacionalismo y la injusticia; pero el verdadero peso de estas letras proviene del hecho que hablan con la autoridad de la propia experiencia.

## Comienzos
En 2004, Gramofon Records publicó el primer álbum homónimo de Dubioza. En diciembre del mismo año, sale el segundo trabajo de Dubioza Kolektiv: el EP, "Open Wide" que incluía temas del poeta dub Benjamin Zephaniah y Mush Khan de la banda Anglo-Pakistaní Fun-da-mental. En junio e 2006, Dubioza Kolektiv saca nuevo álbum, también en Gramofon, Dubnamite, con diez nuevos temas, y que fue grabado en 2005/2006. Con artistas invitados como De-fence y el francés Niköll (Nicolas Cante). Así fue como su popularidad se extendió allende las fronteras. 
En 2008 sacan Firma Ilegal, con un sonido menos dub, un disco audaz y sin concesiones contra el sistema nacionalista que los elevó a la fama a través de toda la región de los Balcanes. Una de sus canciones más populares, incluso llegaron a la gran pantalla con "Blam", la apertura de la película del ganador del Oso de Oro de Berlín Jasmila Žbanić, "Na Putu". El cuarto álbum "5 DO12" (2010) siguió este camino lógico. Y, en un desaire abierto a los sellos de música ultra-capitalistas y como expresión de compromiso con sus fanes, Dubioza hizo que el álbum estuviera disponible de forma gratuita en su web.

## Proyección Internacional
En esta época, Bill Gould de Faith No More se fija en ellos y los ficha con su sello Koolarrow Records para grabar en 2011 el álbum Wild Wild East, donde la mayoría de las canciones están en inglés. Esto introdujo a DK en la escena internacional con distribución en todo el mundo. La crítica lo acogió bien en general, otorgando cierto reconocimiento a la mezcla de estilos musicales. Ese año, el álbum gana The Best Adria Act en los MTV European Awards 2011.
El disco fue seguido por "Apsurdistan": lanzado en 2013, fue un gran éxito con más de 300.000 descargas. El vídeo de la canción "Kazu" fue visto 37 millones de veces en YouTube y su gira por los Balcanes Occidentales agotaron las entradas cada lugar.

## De 2016 en adelante
Happy Machine, es el segundo EP de Dubioza Kolektiv, y consiste en tres temas: dos en inglés y uno en español, con una música endiablademente pegadiza. "No Escape (from Balkan)" habla sobre los "gastarbeiter" que abandonaron su hogar para buscar una vida mejor en Occidente. El segundo tema, "Free.mp3", está dedicado a los fundadores de The Pirate Bay: Gottfrid Svartholm y Peter Sunde, que fueron encarcelados en Dinamarca y Suecia respectivamente, acusados de piratería informática. El tema cuestiona el copyright en la era digital, la privacidad en Internet y la libertad de información. La banda catalana de ska-rumba La Pegatina aparece en el último tema “Hay Libertad” primera canción enteramente en español de DK. 
A este EP le sigue el larga duración del mismo nombre, Happy Machine publicado en 2016 y que cuenta con apariciones especiales de Manu Chao, Benji Webbe de Skindred, Roy Paci, el cantante Punjabí BEE2, La Pegatina y el trompetista Džambo Agusev de Macedonia. El disco está en gran parte inspirado por los acontecimientos que tuvieron lugar durante ese tiempo - las protestas parque Gezi de Estambul ( "todos iguales"), la crisis de los refugiados de Siria y vergonzosa respuesta de Europa a la misma. La portada está diseñada por Vedran Mujagić y el videoclip de "No Escape (from Balkan)" fue dirigido por Salem Kapić Kantardžić.

## Discografía
Álbumes
- Dubioza kolektiv (2004)
- Dubnamite (2006)
- Firma Ilegal (2008)
- 5 do 12 (2010)
- Wild Wild East (2011)
- Apsurdistan (2013)
- Happy machine (2016)
- Pjesmice Za Djecu I Odrasle (2017)
- #fakenews (2020)
- Agrikultura (2022)

Extended plays
- Open Wide (EP) (2004)
- Happy Machine (EP) (2014)

### Vídeos
- Bring the System Down (2004)
- Be Highirly (2004)
- Bosnian Rastafaria (2005)
- Ovo je zatvor (2005)
- Receive (Live) (2006)
- Wasted Time (2006)
- Triple Head Monster (2007)
- Svi u štrajk (2007)
- Šuti i trpi (2008)
- Walter (2010)
- Kokuz (2010)
- Making Money (2011)
- Kažu (2013)
- U.S.A. (2013)
- No Escape (from Balkan) (2014)
- Free.mp3 (the Pirate Bay song) (2015)

## Miembros

### Miembros actuales
- Almir Hasanbegović: Voz (2004-)
- Adis Zvekić: Voz (2004-)
- Brano Jakubović: Electrónica (2004-)
- Vedran Mujagić: Bajo eléctrico (2004-)
- Jernej Šavel: Guitarra (2015-)
- Mario Ševarac: Saxofón (2012-)
- Senad Šuta: Batería (2007-)

### Miembros anteriores
- Adisa Zvekić - Voz (2004-2008)
- Alan Hajduk - Voz (2004-2005)
- Emir Alić - Batería (2004-2007)
- Orhan Maslo Oha - Percusión (2006-2011)
- Armin Bušatlić - Guitarra (2004-2015)